# Lawrence Reynolds
Lawrence Reynolds (St. Stephens, 13 juli 1944 - Bigbee (Alabama), 15 augustus 2000) was een Amerikaanse countryzanger.

## Carrière
Reynolds had een hitsingle met Jesus Is a Soul Man in 1969, die de 28e plaats bereikte in de Amerikaanse Billboard Hot 100. De song werd geschreven door Jack D. Cardwell. Hij bracht ook het album Jesus Is a Soul Man (1970) uit, dat de 45e plaats bereikte in de Country Albums hitlijst.

## Overlijden
Lawrence Reynolds overleed aan de gevolgen van een hartinfarct op 15 augustus 2000 op 56-jarige leeftijd en werd begraven bij de Three Forks Baptist Church in Bigbee, Alabama.

## Discografie

### Singles
- 1969:	Jesus Is a Soul Man

### Albums
- 1970: Jesus Is a Soul Man